# Hoplitis malyshevi
Hoplitis malyshevi är en biart som först beskrevs av Popov 1963.  Hoplitis malyshevi ingår i släktet gnagbin, och familjen buksamlarbin. Inga underarter finns listade i Catalogue of Life.